# Хисамов, Искандер Аминович
Искандер Аминович Хиса́мов (род. 23 июля 1957, Ташкент, Узбекистан) — российский телеведущий, журналист, политолог.

## Биография
В 1978 году окончил факультет журналистики Ташкентского государственного университета (ТашГУ).
С 1978 по 1981 год работал корреспондентом областной газеты «Ленинский путь» Самарканд.
С 1981 по 1984 год — заместитель ответственного секретаря газеты «Правда Востока» Ташкент.
С 1984 по 1990 год — главный редактор в республиканском филиале ТАСС Узбекской ССР.
В 1989 году работал парламентским корреспондентом ТАСС на первых съездах народных депутатов СССР.
В 1990—1991 годах — заведующий отделом в газете «Правда Востока».
В 1991 году, после ряда критических публикаций в московских изданиях — «Известия», «Литературная газета», «Труд», посвящённых, в частности, геноциду и депортации из Узбекистана турок-месхетинцев, поддержке августовского путча руководством республики, проблеме самосожжения женщин, был уволен из «Правды Востока» по личному распоряжению первого секретаря ЦК Компартии Узбекистана Ислама Каримова. После этого Искандер Хисамов был вынужден покинуть Узбекистан.
В 1992—1993 годах Искандер Хисамов работал журналистом в российских изданиях «Мегаполис» и «Город N».

С 1993 по 1998 год — директор Информационно-культурного центра «Бронницкие новости-телевидение» (Московская область).

С 1998 года — заведующий отделом политики, с 2000 по 2004 год — заместитель главного редактора российского журнала «Эксперт». Параллельно в 1999—2000 годах работал шеф-редактором аналитических телепрограмм Владимира Познера на Первом канале.
В 2004 году организовал выпуск журнала «Эксперт-Украина» и возглавлял его до 2009 года.
В 2009—2010 годах возглавлял экспертную группу в штабе Сергея Тигипко на президентских выборах.
В 2010 году Искандер Хисамов основал и возглавил Аналитический центр «Экспертный совет», а также Всеукраинскую общественную организацию «Реформаторский клуб» и был избран его президентом. Клуб объединял представителей среднего бизнеса Украины, заинтересованных в реформах и модернизации страны.
Участвовал в создании украинского журнала «Вести. Репортёр», издававшегося по лицензии российского журнала «Русский репортёр», и был его первым главным редактором (апрель-октябрь 2013 года). С октября 2013 года — автор и ведущий аналитических программ «Итоги недели» и «Тема дня» на телеканале UBR. С 22 июня по 6 августа 2015 года по был главным редактором «Радио Вести». Все три СМИ входили в «Мультимедиа-инвест групп», владельцем которого был глава министерства по доходам и сборам Украины при президенте Викторе Януковиче по налогам и сборам Александр Клименко
С февраля 2016 года является заместителем главного редактора интернет-издания Страна.ua Игоря Гужвы, который до этого позиционировал себя как единственного владельца и инвестора «Мультимедиа-инвест групп». С мая 2016 года стал главным редактором сайта «Украина.ру», владельцем которого является российское государственное международное информационное агентство «Россия сегодня». В феврале 2017 года украинские хакеры опубликовали содержимое электронной почты, которая, по их словам, принадлежала Хисамову с 2009 года. В переписках идёт обсуждение функционирования проектов Мультимедиа-инвест-групп, Страна.ua, Украина.ру и редактирование биографии журналиста на Википедии.

## Семья
Супруга — Хисамова Светлана Валерьевна (1983 г. р.), журналист.

Дети: Зарина (1980 г. р.), Диляра (1985 г. р.), Амина (2011 г. р.), Нина (2014 г. р.).

## Награды
- Благодарность Президента Российской Федерации (18 июля 2024 года) — за заслуги в развитии средств массовой информации и многолетнюю добросовестную работу[12]